# Companhia do Caminho de Ferro do Porto à Póvoa e Famalicão
La Companhia do Caminho de Ferro do Porto à Póvoa e Famalicão, in origine nota come Companhia do Caminho de Ferro do Porto à Póvoa o, semplicemente come Companhia da Póvoa, era un'impresa ferroviaria del Portogallo che costruì la ferrovia Porto Boavista-Famalicão.
Si fuse con la Companhia do Caminho de Ferro de Guimarães dando luogo alla nuova società Companhia dos Caminhos de Ferro do Norte de Portugal il 14 gennaio 1927.

## Storia

### Progetto e costruzione della Linha do Porto à Póvoa e Famalicão

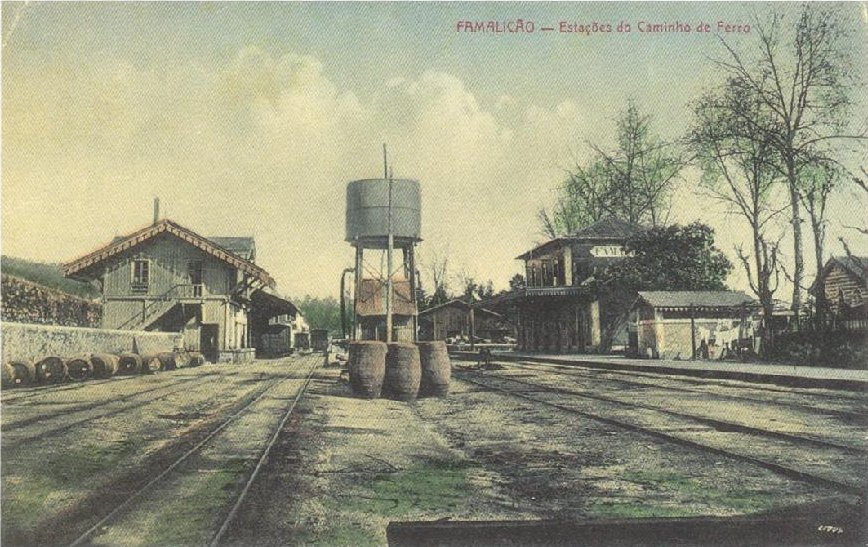
Treno postale in manovra nella stazione di Famalicão

Il 19 giugno 1873 il Barone di Kessler e Temple Ellicot ottennero la concessione per costruire ed esercire una ferrovia a scartamento ridotto tra la città di Porto e Póvoa de Varzim senza alcun carico sulle casse dello Stato. Il 30 dicembre 1873 venne emessa l'autorizzazione a cedere la concessione alla Companhia do Caminho de Ferro do Porto à Póvoa costituita allo scopo; la cessione ottenne l'approvazione di legge il 9 aprile 1874.
La società era costituita essenzialmente con capitali britannici e ciò fu alla base della scelta dello scartamento 900 mm e delle locomotive, particolari in quanto di tipologia "Fairlie" (serie CCFPP 1-2).
La linea fu costruita senza intoppi e inaugurata nel 1875, circa un anno e mezzo dopo la costituzione della società.
Si trattò del primo esempio di ferrovia a scartamento ridotto del Portogallo e ciò fu alla base di alcune problematiche di esercizio dei primi tempi. Superati gli stessi la società poté ricavare degli utili e ciò le consentì di ampliare il parco rotabili con nuove locomotive nel 1897
.
Il 19 dicembre 1876 la Companhia ottenne di potere prolungare la linea fino all'incontro della ferrovia del Minho. I lavori procedettero con regolarità e il primo tratto fino a Fontaínhas fu aperto il 7 agosto 1878. Il 12 giugno 1881 il collegamento con Famalicão era completo.

### Costituzione della Companhia do Norte
Sib dall'inizio del XX secolo la società aveva tentato la fusione con la Companhia do Caminho de Ferro de Guimarães che eserciva la "Linha de Guimarães" in quanto ambedue costituivano un insieme di rete ferroviaria secondaria del Minho con interessi comuni. Altro problema era la scarsezza dei risultati economici insufficienti a garantire una lunga sopravvivenza di ambedue le società stando separate.
Nel 1908 fallì il primo tentativo di fusione. Il 20 giugno 1912 venne emanata una legge che stabiliva le condizioni perché la fusione potesse avvenire: ambedue dovevano impegnarsi a costruire una serie di collegamenti: la ferrovie dell'Alto Minho, la Braga-Guimarães e la Viana-Ponte da Barca.
Il processo di fusione tardò a concretizzarsi anche perché nel frattempo scoppiò la prima guerra mondiale. La fusione avvenne, con la pubblicazione dei nuovi statuti, il 14 gennaio 1927 dando luogo a una nuova società denominata Companhia dos Caminhos de Ferro do Norte de Portugal.

## Materiale rotabile
Il materiale rotabile della linea era caratterizzato da un tipo di aggancio detto "a tulipano" simile a quello usato nei Tram.
Le prime locomotive a vapore della Companhia erano 2 macchine del tipo Fairlie costruite nel 1875 dalla Vulcan Foundry.
In seguito vennero acquistate due altre locomotive, più "classiche" costruite dalla Krauss-Maffei immatricolate come 10 e 11 in seguito passate alla Companhia dos Caminhos de Ferro Portugueses come locomotive CP E 61-62.
Il parco trazione venne integrato da 3 locotender 0-3-0, Tipo 84 della casa francese Fives-Lille; le locomotive, vennero immatricolate come 7, 8 e 9 e costituirono la serie CP E 31-33 della Companhia dos Caminhos de Ferro Portugueses.